# 馬考特
馬考特（德語：Josef Markwart，1864年12月9日—1930年2月4日），德国历史学家和东方学家，蒂宾根大学毕业，专攻土耳其和伊朗研究以及中东历史。他曾担任国立民族学博物馆馆长。